# Desert Dash
Irene SteynDer Desert Dash ist ein Extrem-Radrennen in Namibia. Es findet alljährlich seit 2005 zwischen Windhoek und Swakopmund über eine Strecke von 369 Kilometer statt. Der Radmarathon auf Kies-, Erd-, Sand- und Salzstraßen sowie Offroad wird von Nedbank Namibia gesponsert.

## Organisation
Die Teilnehmerzahl entwickelte sich von 44 im Jahr 2005 über 587 im Jahr 2015 und 1010 Starter im Jahr 2016 bis zu mehr als 900 im Jahr 2017.
2017 wurde ein Preisgeld von 370.000 Namibia-Dollar ausgeschüttet, wobei die Einzelsieger bei Frauen und Männern jeweils N$ 34.000 erhielten.

## Siegerliste

### Einzel
| Jahr | Sieger           | Zeit     | Siegerin             | Zeit     |
| ---- | ---------------- | -------- | -------------------- | -------- |
| 2024 | Konny Looser -8- | 15:01:29 | Belinda van Rhyn -2- | 18:46:59 |
| 2023 | Konny Looser -7- | 14:52:16 | Belinda van Rhyn     | 18:47:40 |
| 2022 | Drikus Coetzee   | 15:17:08 | Yolande de Villiers  | 17:50:10 |
| 2021 | Tristan de Lange | 14:55:30 | Irene Steyn -2-      | 19:25:43 |
| 2020 | Konny Looser -6- | 14:45:21 | Irene Steyn          | 17:52:35 |
| 2019 | Konny Looser -5- | 14:42:02 | Vera Adrian          | 17:10:50 |
| 2018 | Konny Looser -4- | 14:22:51 | Rebecca Robisch -3-  | 17:17:07 |
| 2017 | Konny Looser -3- | 13:55:29 | Rebecca Robisch -2-  | 16:09:14 |
| 2016 | Konny Looser -2- | 14:37:46 | Rebecca Robisch      | 17:48:11 |
| 2015 | Konny Looser     | 15:03:20 | Rene Schoeman        | 19:11:39 |
| 2014 | Nichol Jordaan   | 15:46:55 | Lulu Ceronio         | 20:08:52 |
| 2013 | Dion Guy         | 16:02:37 | Maritza Terblanche   | 20:23:56 |

### 2er-Teams
|      | Männer                           | Männer   | Frauen                                     | Frauen   | Mixed                                 | Mixed    |
| Jahr | Sieger                           | Zeit     | Siegerinnen                                | Zeit     | Sieger                                | Zeit     |
| ---- | -------------------------------- | -------- | ------------------------------------------ | -------- | ------------------------------------- | -------- |
| 2024 | Adriaan Myburgh Alan Gordon      | 15:32:21 | Cindy Friebel Julika Pahl                  | 17:38:53 | Alex Miller Caroline Bohé             | 14:42:50 |
| 2023 | Philip Buys -3- Alex Miller -3-  | 14:20:35 | Melissa Hinz Anri Krugel                   | 17:04:41 | Irene Steyn Michael Falk              | 17:35:33 |
| 2022 | Marc Pritzen -3- Alex Miller -2- | 15:01:42 | Risa Dreyer Genevieve Weber                | 17:00:52 | Anri Krugel Clinton Hilfiker          | 16:23:39 |
| 2021 | Jean-Paul Burger Alex Miller     | 14:42:20 | Hester Prins Marguerite Verwey             | 19:23:12 | Genevieve Weber Brandon Downes        | 15:46:01 |
| 2020 | Kai Pritzen -2- Marc Pritzen -2- | 14:16:46 | Nicola Fester -2- Gabriele Raith -2-       | 18:16:55 | Michelle Vorster -2- Tristan de Lange | 14:18:22 |
| 2019 | Kai Pritzen Marc Pritzen         | 14:34:33 | Nicola Fester Gabriele Raith               | 18:16:55 | Michelle Vorster Drikus Coetzee       | 14:25:19 |
| 2018 | Martin Freyer Richard Simpson    | 14:59:43 | Christiane Beulker Catherine Pellow-Jarman | 19:02:41 | Christiaan Bean Silke Bean            | 18:13:54 |
| 2017 | Cobus Smit Drikus Coetzee        | 14:41:14 | Michelle Vorster Carmen Buchacher          | 16:10:02 | Nichol Jordaan Jana Kruger -2-        | 16:28:50 |
| 2016 | Tjipe Murangi Max Knox           | 14:52:12 | Vera Adrian Lise Olivier                   | 16:56:42 | Nichol Jordaan Jana Kruger            | 17:40:23 |
| 2015 | -                                | -        | Irene Steyn Yolandi du Toit                | 16:41:00 | Vera Adrian Norbert Meyer             | 15:38:31 |

### 4er-Teams
|      | Männer                                                                  | Männer   | Frauen                                                                   | Frauen   | Mixed                                                               | Mixed    |
| Jahr | Sieger                                                                  | Zeit     | Siegerinnen                                                              | Zeit     | Sieger                                                              | Zeit     |
| ---- | ----------------------------------------------------------------------- | -------- | ------------------------------------------------------------------------ | -------- | ------------------------------------------------------------------- | -------- |
| 2024 | Kai Pritzen Marc Pritzen Kevin Lowe Christiaan Janse van Rensburg       | 14:02:29 | Monique Taylor Delsia Janse van Vuuren Lucy Young Genevieve Weber -2-    | 17:00:16 | Murray Koch Rosemarie Thiel Marco Thiel Monique du Plessis          | 15:56:11 |
| 2023 | Gerhard Mans -2- Clinton Hilfiker Andre Vermeulen -3- Ingram Cuff -4-   | 13:53:29 | Monica Szczepan-Kruger Tarien van Zyl Genevieve Weber Nicole Spangenberg | 17:39:00 | Justus Beulker Delsia Janse van Vuuren Adrian Key Ada Kahl -2-      | 15:47:05 |
| 2022 | Cristo Swartz -3- Carel van Wyk -2- Andre Vermeulen -2- Ingram Cuff -3- | 14:50:22 | Jean-Marie Mostert Monique du Plessis Sandra Lippert Binette Klein       | 18:23:12 | Silke Bean Christiaan Bean Ada Kahl Brandon Downes                  | 16:06:18 |
| 2021 | Andre Vermeulen Carel van Wyk Cristo Swartz -2- Ingram Cuff -2-         | 14:16:42 | Luanne Van der Schyff Courtney Liebenberg Silke Bean Melissa Hinz        | 17:26:58 | Michelle Doman Hans du Toit -2- Elanor Grassow -2- Vernon Maresch   | 16:03:18 |
| 2020 | Gerhard Mans Christo Swartz Ingram Cuff Benjamin Fish                   | 13:43:38 | Adele de la Rey Benita Kasch Elanor Grassow Lelani Swart                 | 17:13:06 | Fana Lambert Tyrone Kotze Luanne van der Schyff Jeanne Heunnis      | 16:07:07 |
| 2019 | Flori Morne Hugo Rodney Alex Miller -3- Tristan de Lange -3-            | 13:47:40 | Michelle Döman Benita Kasch Jolynde Human Hanli Cielliers                | 17:14:15 | Greg Chase Bergran Jensen Mariska Strauss Yolande De Villiers       | 15:29:12 |
| 2018 | Piet Swiegers Rob Sim Nico Pfitzenmaier Corrie Muller                   | 14:22:56 | Carmen Johannes Jenny Pahl Nicola Fester Heide Hobohm                    | 20:20:46 | Maike Bochert Anneke Steenkamp Fanie Steenkamp -2- Clinton Hilfiker | 16:04:53 |
| 2017 | Tristan de Lange -2- Hans Du Toit Alex Miller -2- Danzel de Koe         | 13:55:28 | Marguerite Verwey Antja Du Toit Wanda Tattersall Hester Prins            | 16:49:15 | Andre de Klerk Janine de Klerk Michelle Doman Eddie Viljoen         | 16:32:01 |
| 2016 | Tristan de Lange Marcel Holtz Xavier Papo Alex Miller                   | 14:52:49 | Natasche Keuhl -2- Estelle Lambert -2- Jax Coetzee Melva Steenkamp -2-   | 18:56:51 | Martin Freyer Michelle Vorster Fanie Steenkamp Piet Swiegers        | 14:38:11 |
| 2015 | Johan Faber Gerhard Mans Jean-Paul Burger Pieter Seyffert               | 15:14:15 | Emmerentia Basson Melva Steenkamp Estelle Lambert Natascha Kuehl         | 19:51:14 | Ian Grassow Hans du Toit Elanor Grassow Stefan Bohlke               | 16:22:02 |

#### E-Bike 4er-Teams
| Jahr | Sieger                                                               | Siegerzeit |
| ---- | -------------------------------------------------------------------- | ---------- |
| 2023 | Mike Swanepoel Christine Steinfurth Wilmien Chamberlain Lionie Meyer | 17:01:09   |
| 2020 | Herman Krauze Leon Kuhn H. Krauze L. P. Kuhn                         | 14:04:23   |